# Хода
Хода — деревня в Малмыжском районе Кировской области. Входит в состав Тат-Верх-Гоньбинского сельского поселения. 

## География
Находится на правобережной части района на расстоянии примерно 16 километров по прямой на запад-северо-запад от районного центра города Малмыж.

## История
Известна с 1802 года, когда в ней было учтено 65 жителей мужского пола (из них 29 татар). В 1873 году учтено было дворов 20 и 133 жителя, в 1905 39 и 255, в 1926 51 и 282, в 1950 44 и 180 соответственно. В 1989 году учтено 34 жителя.

## Население
Постоянное население  составляло 18 человек (мари 89%) в 2002 году, 11 в 2010.